# Eisenhowerdoktrinen
Eisenhowerdoktrinen er en tale, som USAs præsident, Dwight D. Eisenhower holdt den 5. januar 1957 under betegnelsen ”en særlig meddelelse til kongressen om situationen i Mellemøsten”.
I talen tilkendegiver præsidenten sin vilje til at sætte de væbnede styrker ind som hjælp til enhver stat i Mellemøsten, som er truet af aggression fra en nation, der er under kontrol af den internationale kommunisme.

## Baggrund
Den teoretiske baggrund for doktrinen var dominoteorien, som blev anvendt af Dwight D. Eisenhower ved en pressekonference 7. april 1954. Også MAD-doktrinen var en brik i Eisenhowers militære strategi og med meddelelsen til kongressen udvidedes dens geopolitiske rækkevidde. I et regionalt perspektiv var doktrinen rettet mod den Egyptiske statsleder Nassers stigende indflydelse i Mellemøsten efter Suezkrisen.

## Anvendelse
Eisenhowerdoktrinen udgjorde grundlaget for den amerikanske intervention i regeringskrisen i Libanon i 1958.

## Eksterne links
- U.S. State Department – Office of the Historian
- Domino Theory Principle, Dwight D. Eisenhower Arkiveret 13. maj 2006 hos  Wayback Machine – The President's News Conference of April 7, 1954